# Besleria triflora
Besleria triflora är en tvåhjärtbladig växtart som först beskrevs av Oerst., och fick sitt nu gällande namn av Johannes von Hanstein. Besleria triflora ingår i släktet Besleria och familjen Gesneriaceae.

## Underarter
Arten delas in i följande underarter:
- B. t. australis
- B. t. triflora